# Вакидзава Ясухару
Вакидзава Ясухару (脇坂 安治, 1554, Azai district — 26 сентября 1626, Киото) — японский даймё и адмирал с острова Авадзи периодов Сэнгоку и Эдо, правитель Авадзи-хана (1585—1609) и Одзу-хана (1609—1615).

## Биография
Представитель рода Вакидзава, происходившего от рода Фудзивара. Сын Вакидзава Ясуаки. Первоначально Вакидзава Ясухару служил Акэти Мицухидэ, вассалу Оды Нобунаги. На стороне Акэти Мицухидэ он сражался в битвах при Курои (1576—1577) и Ямадзаки (1582) против Тоётоми Хидэёси. После поражения Акэти Мицухидэ в битве при Ямадзаки Ясухару перешел на сторону победителя Тоётоми Хидэёси.
В мае 1583 года Вакидзава Ясухару сражался на стороне Хидэёси в битве при Сидзугадакэ и заслужил звание одного из «Семи копий при Сидзугадакэ» («Сидзугадакэ сити-хон яри») — наиболее отличившихся в сражении воинов. В 1585 году Тоётоми Хидэёси пожаловал в награду Вакидзава Ясухару остров Авадзи с доходом 30 000 коку риса.
Вакидзава Ясухару командовал частью флота Хидэёси во время военных кампаний на острове Кюсю (1587), во время осады замка Одавара (1590) и вторжения в Корею (1592—1598). В 1592 году он потерпел поражение в морском бою при Хансандо от выдающегося корейского адмирала Ли Сунсина. Затем участвовал в других сухопутных и морских операциях японских войск в Корее, получив в награду от Тоётоми Хидэёси 3 000 коку. В 1597 и 1598 годах он также потерпел два поражения от корейского флота.
В 1600 году в разгар битве при Сэкигахаре Вакидзава Ясихару перешел на сторону Токугава Иэясу. В этом сражении Ясухару командовал отрядом из тысячи воинов. Затем Вакидзава Ясухару взял штурмом замок Саваяма, принадлежавший рода Исида. После победы Токугава Иэясу разрешил Вакидзава Ясухару по-прежнему управлять островом Авадзи.
В 1609 году Вакидзава Ясухару получил во владение домен Одзу-хан с доходом 50 000 коку в провинции Иё. В 1615 году Вакидзава Ясухару передал Одзу-хан своему сыну Вакидзава Ясумото (1584—1654). В 1623 году Вакидзава Ясухару принял монашество и поселился в Киото, где и скончался в 1626 году.